# Vlag van Heers
De vlag van Heers werd door de gemeenteraad op 19 september 1977 officieel vastgesteld als de gemeentelijke vlag van de Belgisch Limburgse gemeente Heers. Op 21 juni 1978 werd hij door het koninklijk besluit bevestigd en uiteindelijk gepubliceerd op 26 augustus 1978 in het officiële Belgisch Staatsblad.
Officieel wordt de vlag beschreven als:
Van goud met blauw gewapende en getongde rode leeuw.
De vlag is volledig gebaseerd op het gemeentewapen en ziet er dus helemaal hetzelfde uit.

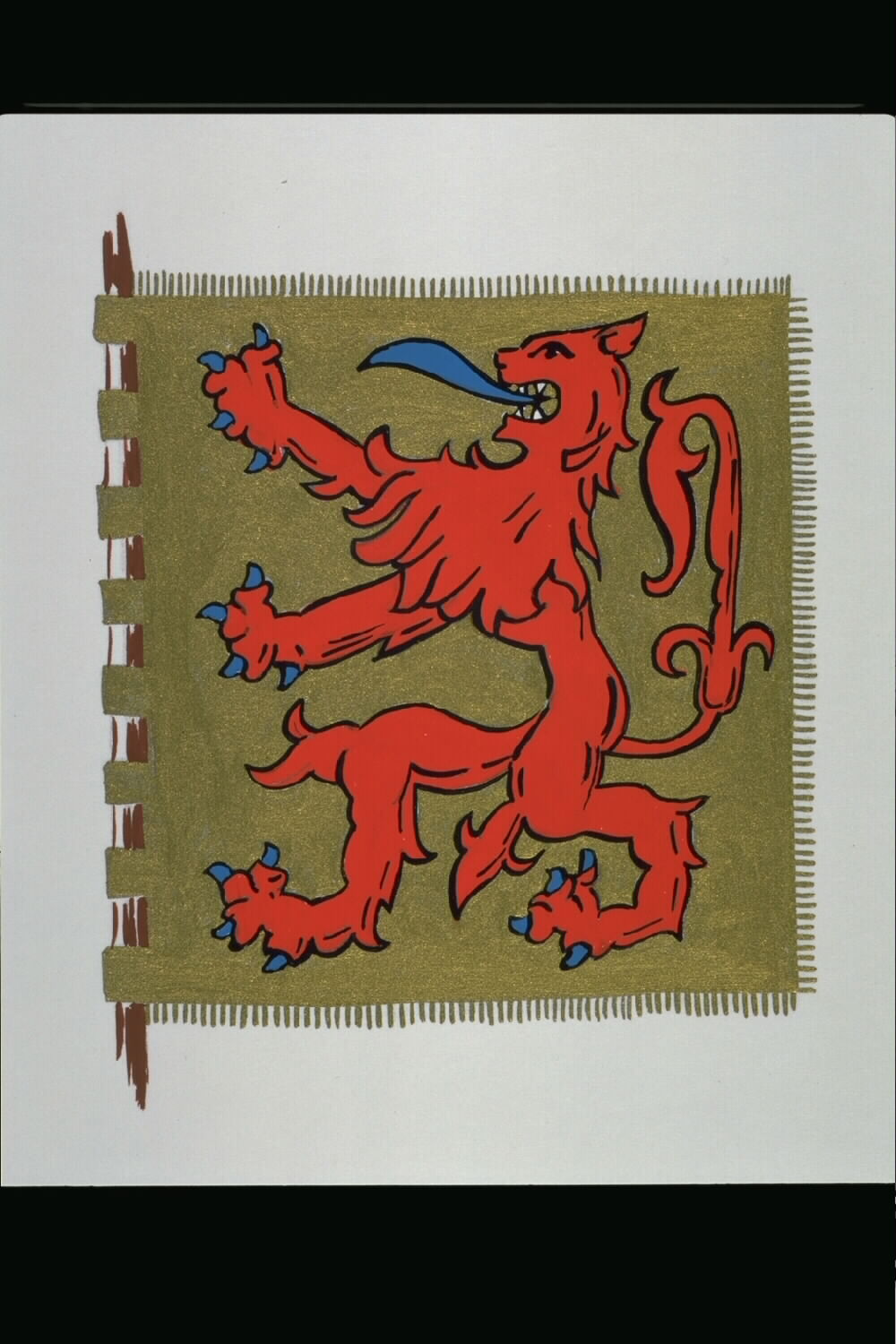
Officiële tekening van de vlag